# Cobitis levantina
Cobitis levantina é uma espécie de peixe actinopterígeo da família Cobitidae.
Pode ser encontrada nos seguintes países: Líbano, Síria e Turquia.
Os seus habitats naturais são: rios, rios intermitentes, e terras irrigadas.
Esta espécie está ameaçada por perda de habitat.